# Burgdorf-Thun-Bahn
| Drehstrom-Triebwagen BCe 2/5 Nr. 7 in Grosshöchstetten |                                                       |                                    |                                    |
| |                                                       |                                    |                                    |
| Streckennummer (BAV): | 440 (Burgdorf–Hasle-Rüegsau) 430 (Hasle-Rüegsau–Thun) |                                    |                                    |
| Fahrplanfeld: | 340                                                   |                                    |                                    |
| Streckenlänge: | 40,8 km, davon Eigentumslänge 33,2 km                 |                                    |                                    |
| Spurweite: | 1435 mm (Normalspur)                                  |                                    |                                    |
| Stromsystem: | 15 kV, 16,7 Hz ~                                      |                                    |                                    |
| Stromsystem: | (bis 1933) 750 V, 40 Hz ∆                             |                                    |                                    |
| Maximale Neigung: | 25 ‰                                                  |                                    |                                    |
| Minimaler Radius: | 180 m                                                 |                                    |                                    |
| |                                                       |                                    |                                    |
| Burgdorf–Thun |                                                       |                                    |                                    |
| \| \| \| von Olten \| \| \| \| 20.74 \| Burgdorf \| 533 m ü. M. \| \| \| \| BLS-EB nach Solothurn S 44 \| \| \| \| \| nach Bern S 4 S 44 \| \| \| \| 21.79 \| Lerchenbühl \| 537 m ü. M. \| \| \| 22.64 \| Burgdorf Steinhof \| 544 m ü. M. \| \| \| 24.30 \| Oberburg \| 547 m ü. M. \| \| \| 27.670.00 \| Hasle-Rüegsau \| 571 m ü. M. \| \| \| \| BLS-EB nach Langnau S 4 S 44 \| \| \| \| 2.56 \| Schafhausen i.E. \| 606 m ü. M. \| \| \| 6.83 \| Bigenthal \| 675 m ü. M. \| \| \| 8.89 \| Walkringen \| 691 m ü. M. \| \| \| 12.09 \| Biglen \| 739 m ü. M. \| \| \| \| Grosshöchstetten I (177 m) \| \| \| \| \| Grosshöchstetten II (95 m) \| \| \| \| 14.67 \| Grosshöchstetten \| 743 m ü. M. \| \| \| \| SBB von Luzern S 2 \| \| \| \| 18.74 \| Konolfingen \| 663 m ü. M. \| \| \| \| SBB nach Bern S 2 \| \| \| \| 19.96 \| Stalden i.E. \| 654 m ü. M. \| \| \| 23.65 \| Oberdiessbach \| 605 m ü. M. \| \| \| 26.08 \| Brenzikofen \| 577 m ü. M. \| \| \| \| Heimberg (103 m) \| \| \| \| 29.38 \| Heimberg \| 552 m ü. M. \| \| \| 30.25 \| Lädeli ab 1953 \| 551 m ü. M. \| \| \| 31.51 \| Steffisburg \| 563 m ü. M. \| \| \| 32.73 \| Schwäbis ab 1925 \| 557 m ü. M. \| \| \| \| Aare Schwäbis (54 m) \| \| \| \| \| SBB von Bern–Münsingen S 1 S 3 \| \| \| \| \| und BLS-GTB von Bern–Belp S 4 S 44 \| \| \| \| 33.82 \| Thun \| 560 m ü. M. \| \| \| \| BLS-TSB nach Spiez \| \| |                                                       |                                    |                                    |
| Strecke |                                                       | von Olten                          | von Olten                          |
| Bahnhof | 20.74                                                 | Burgdorf                           | 533 m ü. M.                        |
| Abzweig geradeaus und nach rechts |                                                       | BLS-EB nach Solothurn S 44         | BLS-EB nach Solothurn S 44         |
| Abzweig geradeaus und nach rechts |                                                       | nach Bern S 4 S 44                 | nach Bern S 4 S 44                 |
| Dienststation / Betriebs- oder Güterbahnhof | 21.79                                                 | Lerchenbühl                        | 537 m ü. M.                        |
| Haltepunkt / Haltestelle | 22.64                                                 | Burgdorf Steinhof                  | 544 m ü. M.                        |
| Bahnhof | 24.30                                                 | Oberburg                           | 547 m ü. M.                        |
| Bahnhof | 27.670.00                                             | Hasle-Rüegsau                      | 571 m ü. M.                        |
| Abzweig geradeaus und nach links |                                                       | BLS-EB nach Langnau S 4 S 44       | BLS-EB nach Langnau S 4 S 44       |
| Bahnhof | 2.56                                                  | Schafhausen i.E.                   | 606 m ü. M.                        |
| Haltepunkt / Haltestelle | 6.83                                                  | Bigenthal                          | 675 m ü. M.                        |
| Bahnhof | 8.89                                                  | Walkringen                         | 691 m ü. M.                        |
| Bahnhof | 12.09                                                 | Biglen                             | 739 m ü. M.                        |
| Tunnel |                                                       | Grosshöchstetten I (177 m)         | Grosshöchstetten I (177 m)         |
| Tunnel |                                                       | Grosshöchstetten II (95 m)         | Grosshöchstetten II (95 m)         |
| Bahnhof | 14.67                                                 | Grosshöchstetten                   | 743 m ü. M.                        |
| Abzweig geradeaus und von links |                                                       | SBB von Luzern S 2                 | SBB von Luzern S 2                 |
| Bahnhof | 18.74                                                 | Konolfingen                        | 663 m ü. M.                        |
| Abzweig geradeaus und nach rechts |                                                       | SBB nach Bern S 2                  | SBB nach Bern S 2                  |
| Haltepunkt / Haltestelle | 19.96                                                 | Stalden i.E.                       | 654 m ü. M.                        |
| Bahnhof | 23.65                                                 | Oberdiessbach                      | 605 m ü. M.                        |
| Bahnhof | 26.08                                                 | Brenzikofen                        | 577 m ü. M.                        |
| Tunnel |                                                       | Heimberg (103 m)                   | Heimberg (103 m)                   |
| Bahnhof | 29.38                                                 | Heimberg                           | 552 m ü. M.                        |
| Haltepunkt / Haltestelle | 30.25                                                 | Lädeli ab 1953                     | 551 m ü. M.                        |
| Bahnhof | 31.51                                                 | Steffisburg                        | 563 m ü. M.                        |
| Haltepunkt / Haltestelle | 32.73                                                 | Schwäbis ab 1925                   | 557 m ü. M.                        |
| Brücke über Wasserlauf |                                                       | Aare Schwäbis (54 m)               | Aare Schwäbis (54 m)               |
| Abzweig geradeaus und von rechts |                                                       | SBB von Bern–Münsingen S 1 S 3     | SBB von Bern–Münsingen S 1 S 3     |
| Strecke |                                                       | und BLS-GTB von Bern–Belp S 4 S 44 | und BLS-GTB von Bern–Belp S 4 S 44 |
| Bahnhof | 33.82                                                 | Thun                               | 560 m ü. M.                        |
| Strecke |                                                       | BLS-TSB nach Spiez                 | BLS-TSB nach Spiez                 |

Die Burgdorf-Thun-Bahn (BTB) war eine Eisenbahngesellschaft in der Schweiz. Ihre Strecke von Burgdorf über Konolfingen nach Thun wurde als erste elektrische Vollbahn der Schweiz im Jahr 1899 dem Betrieb übergeben. Heute ist sie Bestandteil der BLS AG.

## Geschichte

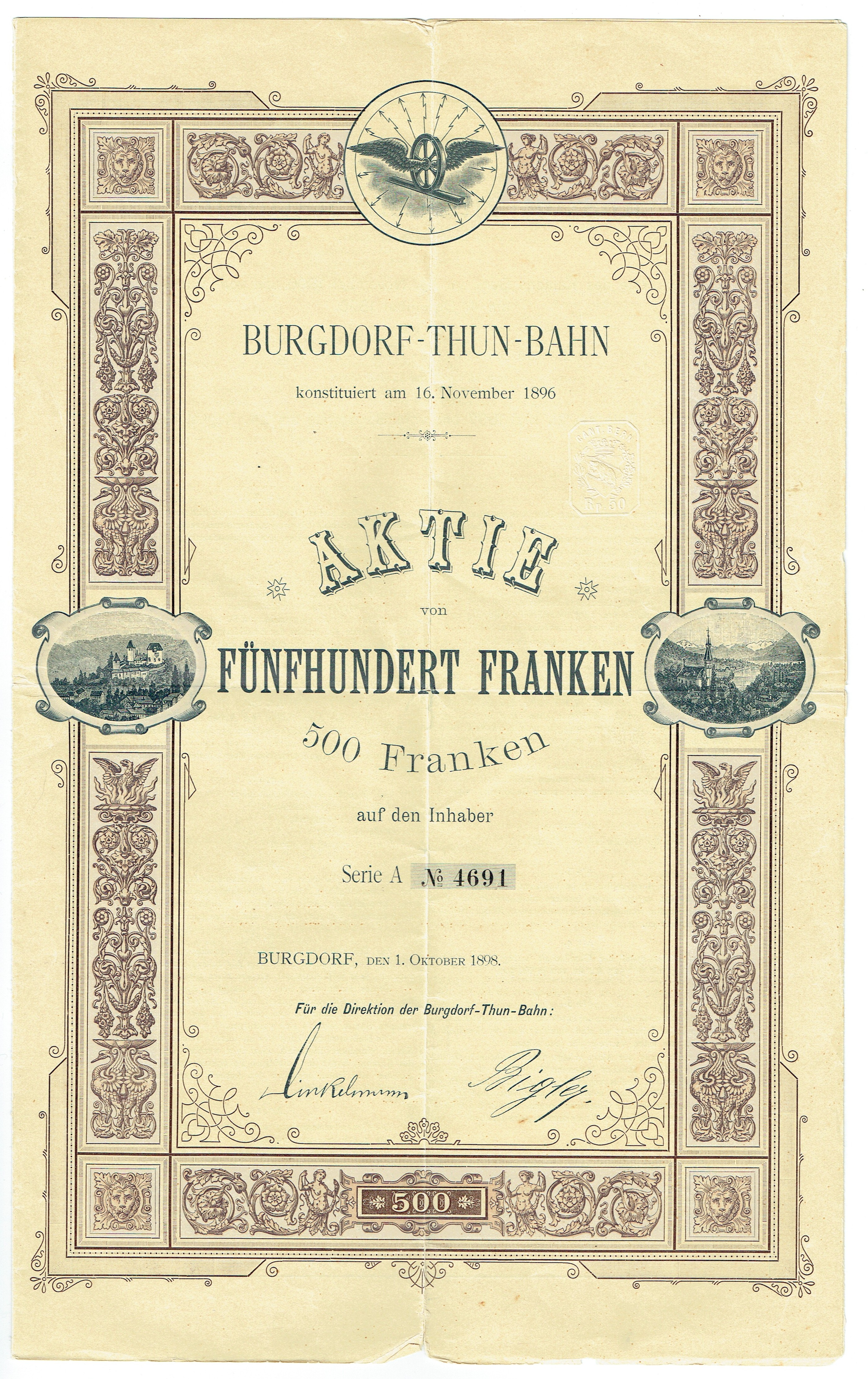
Aktie der Burgdorf-Thun-Bahn vom 1. Oktober 1898

### Vorgeschichte
Um die Fahrstrecke von Burgdorf nach Thun um nahezu 13 Kilometer abzukürzen, welche über Bern 53 Kilometer beträgt, entstand der Wunsch einer direkteren Bahnverbindung zwischen den beiden Städten.
Die Bahn wurde ursprünglich in zwei Teilstrecken konzessioniert. Die erste Konzession erhielt sie am 17. April 1891 für eine Strecke von Konolfingen nach Biglen und die zweite vom 29. Juni 1893 für eine Strecke von Konolfingen nach Thun mit Verlängerung bis Kiesen.
Am 23. Dezember 1896 legte der Bund die beiden Konzessionen für eine Eisenbahn von Thun über Konolfingen zum Anschluss an die Emmentalbahn zusammen. In Hasle-Rüegsau erfolgte der Anschluss an die 1881 erstellte Emmentalbahn (EB).

### Betriebseröffnung und Betrieb mit Drehstrom
Am 21. Juli 1899 konnte die Bahn als erste elektrische Vollbahn der Schweiz dem Betrieb übergeben werden. Die Bahn benutzte ab Burgdorf bis Hasle-Rüegsau das Gleis der Emmentalbahn und bediente auch die Zwischenstation Steinhof und Oberburg.

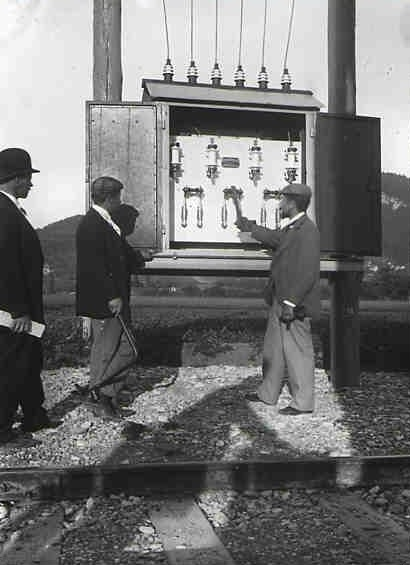
Schaltposten für die Fahrleitung.

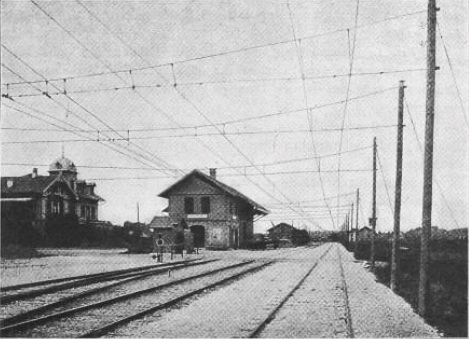
Anordnung der zweipoligen Fahrleitung in einer Station.

Die guten Erfahrungen mit dem Drehstrombetrieb bei der Stansstad-Engelberg-Bahn und insbesondere der Einfluss des Elektroingenieurs Emil Blattner, der sowohl Professor für Elektrotechnik am Technikum Burgdorf als auch Gemeinderat von Burgdorf war, veranlassten die Burgdorf-Thun-Bahn zum mutigen Entscheid, ihre verhältnismässig lange Strecke ab Betriebsbeginn mit 750 Volt und 40 Hertz Drehstrom elektrisch zu betreiben. Eine höhere Spannung bewilligte das Eisenbahndepartement mit Rücksicht auf die Sicherheit von Fahrgästen und Personal nicht. Der elektrische Betrieb ermöglichte einen für die damalige Zeit dichten Fahrplan, was im Hinblick auf die vielen Anschlüsse in Burgdorf, Konolfingen und Thun vorteilhaft war. Mit Brown, Boveri & Cie. wurde ein Vertrag für die Lieferung der elektrischen Ausrüstung abgeschlossen und die Motor AG erhielt den Auftrag zur Energielieferung durch das im Entstehen begriffene Kander-Kraftwerk bei Spiez.
Der Strom wurde vom Kander-Kraftwerk in einer Primärspannung von 16 000 Volt mit der damals marktgängigen Frequenz von 40 Hertz geliefert und mit einer dreipoligen Freileitung entlang der Bahn geführt. Diese Leitung diente auch zur Stromversorgung der Stadt Burgdorf. In 14 Transformatorenstationen wurde der Strom auf 750 Volt reduziert und der zweipoligen Fahrleitung zugeführt. Die Leistung der Transformatoren von je 450 kVA war auf die Belastung eines sogenannten Doppelzuges von 100 Tonnen Gewicht ausgelegt.
Seit der Betriebseröffnung wurde der Betrieb der Bahn auf Grund eines Betriebsvertrages von der Emmentalbahn geführt. Deren Direktor war gleichzeitig auch Direktionspräsident der Burgdorf-Thun-Bahn. Ihren Sitz hatte die Gesellschaft in Burgdorf.
Der Verkehr der Burgdorf-Thun-Bahn entwickelte sich kontinuierlich aufwärts, wozu vor allem der Gütertransport beitrug. Im Jahre 1911 konnte die Bahn erstmals eine Aktiendividende von 2 % ausbezahlen. Von der Krise des Ersten Weltkriegs war die BTB nicht betroffen, im Gegenteil, von 1914 bis 1920 verdreifachten sich die Erträge sowohl aus dem Personen- wie aus dem Güterverkehr.

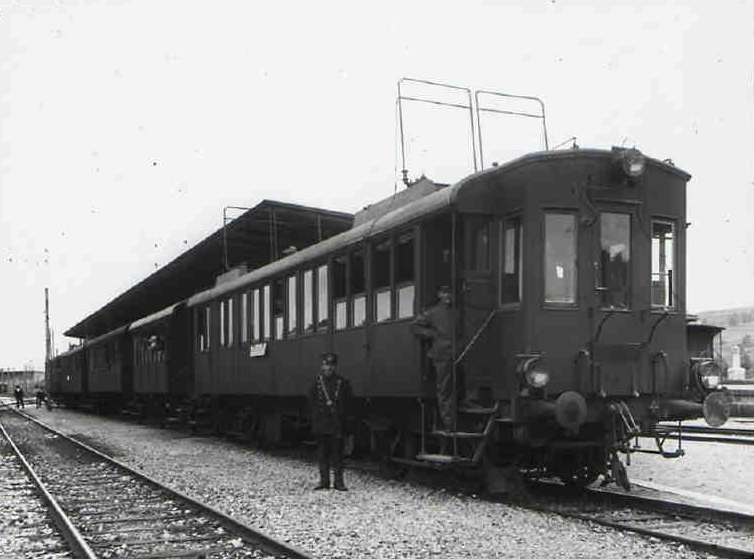
Doppelzug mit je einem BCe-4/4- Triebwagen vorne und hinten in Konolfingen.
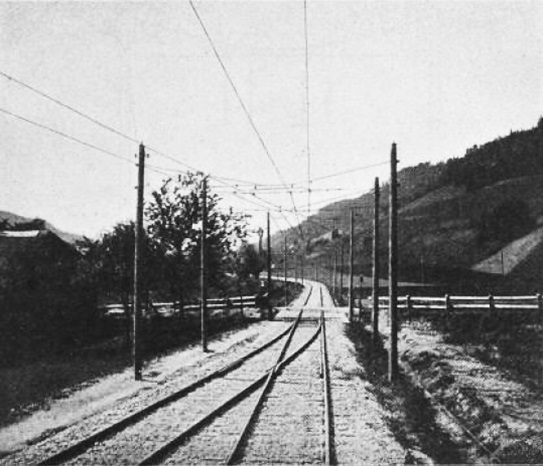
Zweipolige Drehstrom-Fahrleitung bei einer Weiche.
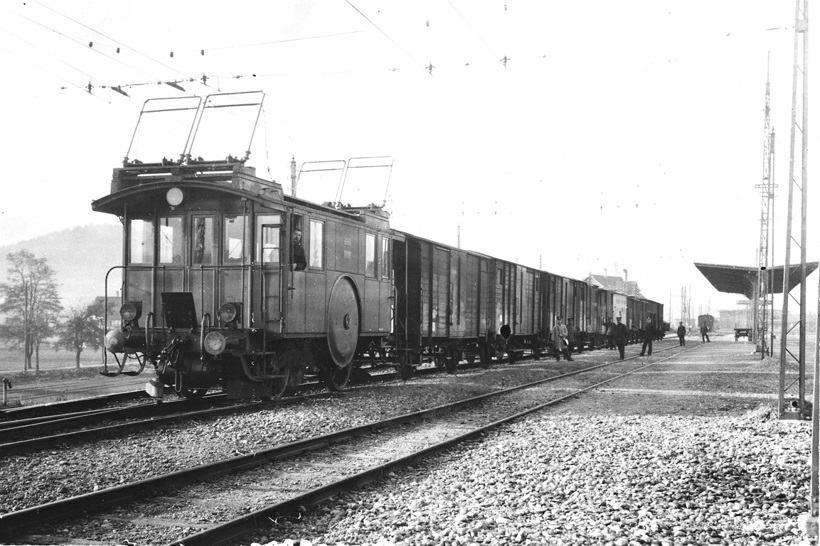
Lokomotive Nr. 2 mit einem Güterzug im Bahnhof Konolfingen.

### Umelektrifizierung

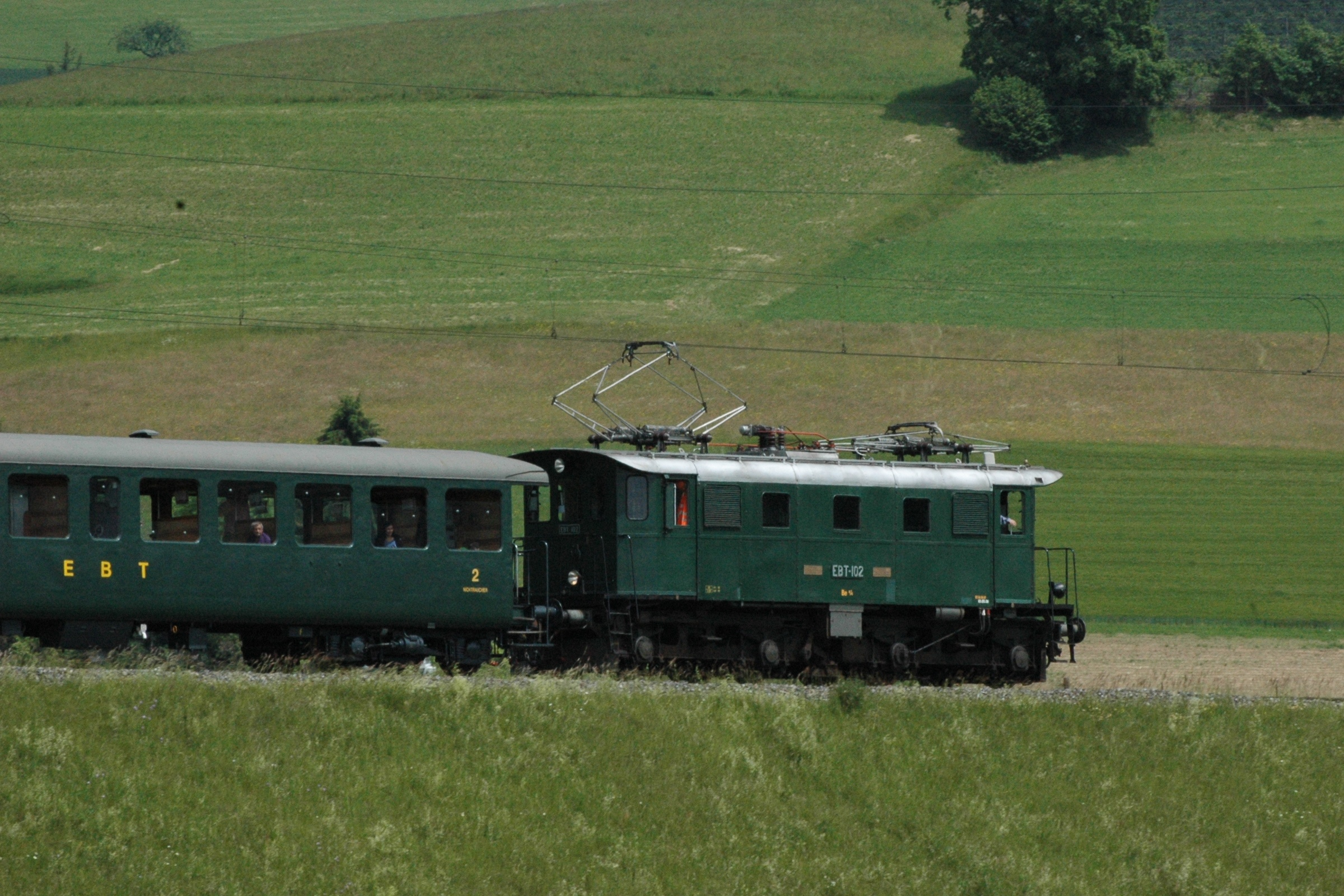
Einphasenwechselstrom-Lokomotive Be 4/4 unterwegs zwischen Grosshöchstetten und Konolfingen.

Bereits 1919 führte die Elektrifizierung der Strecke Bern–Thun zu Komplikationen im Bahnhof Thun. 1920 stellten die Bernischen Kraftwerke eine gelegentliche Frequenzerhöhung von 40 auf 50 Hertz in Aussicht. Die Drehstromfahrzeuge wären dadurch schneller gefahren, aber die Zugkraft der Triebwagen BCe 4/4 hätte nicht mehr ausgereicht. Die Umstellung auf das SBB-Stromsystem wurde durch die Elektrifizierung der Bahnstrecke Bern–Luzern unausweichlich. In Konolfingen hätten die Gemeinschaftsstrecke von BTB und SBB und die Fahrleitungskreuzungen zu unüberwindlichen Problemen geführt. In den 1930er Jahren wurde die Strecke in Etappen von Drehstrom auf Einphasenwechselstrom mit 15'000 Volt bei 16⅔ Hertz umgestellt:
- 8. August 1932: Burgdorf – Hasle-Rüegsau
- 12. Februar 1933: Hasle-Rüegsau – Grosshöchstetten
- 30. April 1933: Grosshöchstetten – Thun

Für den Betrieb mit Einphasenwechselstrom beschaffte die BTB zusammen mit der EB und der Solothurn-Münster-Bahn (SMB) acht Lokomotiven Be 4/4 und zwölf Triebwagen CFe 2/4. Die Triebwagen wiesen die halbe Leistung einer Be 4/4 auf, da nur ein Drehgestell motorisiert war. Die wesentlichen Teile der elektrischen Ausrüstung stimmten mit den Be 4/4 überein. Die BTB war Besitzerin der Lokomotiven Nr. 105 und 106 sowie der Triebwagen 126–131. Im Betrieb wurden allerdings mehr Lokomotiven und weniger Triebwagen benötigt, was innerhalb der Betriebsgruppe ausgeglichen wurde.
Interessant war die Regelung des Strombezugs. Bis 1987 lieferten die Bernischen Kraftwerke den SBB aus ihrem Kraftwerk Mühleberg die gleiche Menge Einphasenwechselstrom, wie die BTB, die EB und die SMB von den SBB ab dem Unterwerk Burgdorf bezogen. Damit konnte der Bau einer Übertragungsleitung von Mühleberg nach Burgdorf umgangen werden.

### Betrieb durch EBT und BLS
| \| \| \| S 44 von Thun–Belp –Bern \| \| \| \| S 41 von Solothurn \| \| \| \| S 4 von Thun–Belp–Bern \| \| \| \| Burgdorf \| \| \| \| Hasle-Rüegsau \| \| \| \| S 44 nach Ramsei –Sumiswald-G. \| \| \| \| S 4 nach Ramsei–Langnau i. E. \| \| \| \| S 41 Solothurn–Thun \| \| \| \| S 42 Hasle-R.–Konolfingen \| \| \| \| Konolfingen \| \| \| \| S 21 Konolfingen–Thun \| \| \| \| S 43 Konolfingen–Thun \| \| \| \| Thun \| \| Anzahl Verbindungen pro Stunde \| \| \| |  |                                |                                |
| Strecke von rechts |  | S 44 von Thun–Belp –Bern       | S 44 von Thun–Belp –Bern       |
| Strecke · Strecke |  | S 41 von Solothurn             | S 41 von Solothurn             |
| Kreuzung · Kreuzung · Strecke quer · Strecke von rechts |  | S 4 von Thun–Belp–Bern         | S 4 von Thun–Belp–Bern         |
| Bahnhof · Bahnhof · Bahnhof · Bahnhof |  | Burgdorf                       | Burgdorf                       |
| Bahnhof · Bahnhof · Kopfbahnhof Streckenanfang · Bahnhof |  | Hasle-Rüegsau                  | Hasle-Rüegsau                  |
| Strecke nach links · Kreuzung · Kreuzung · Kreuzung |  | S 44 nach Ramsei –Sumiswald-G. | S 44 nach Ramsei –Sumiswald-G. |
| Strecke · Strecke · Strecke nach links |  | S 4 nach Ramsei–Langnau i. E.  | S 4 nach Ramsei–Langnau i. E.  |
| Strecke · Strecke |  | S 41 Solothurn–Thun            | S 41 Solothurn–Thun            |
| Strecke · Strecke |  | S 42 Hasle-R.–Konolfingen      | S 42 Hasle-R.–Konolfingen      |
| Kopfbahnhof Streckenanfang · Bahnhof · Kopfbahnhof Streckenende · Kopfbahnhof Streckenanfang |  | Konolfingen                    | Konolfingen                    |
| Strecke · Strecke · Strecke |  | S 21 Konolfingen–Thun          | S 21 Konolfingen–Thun          |
| Strecke · Strecke · Strecke |  | S 43 Konolfingen–Thun          | S 43 Konolfingen–Thun          |
| Kopfbahnhof Streckenende · Kopfbahnhof Streckenende · Bahnhof · Kopfbahnhof Streckenende |  | Thun                           | Thun                           |
| Anzahl Verbindungen pro Stunde |  |                                |                                |

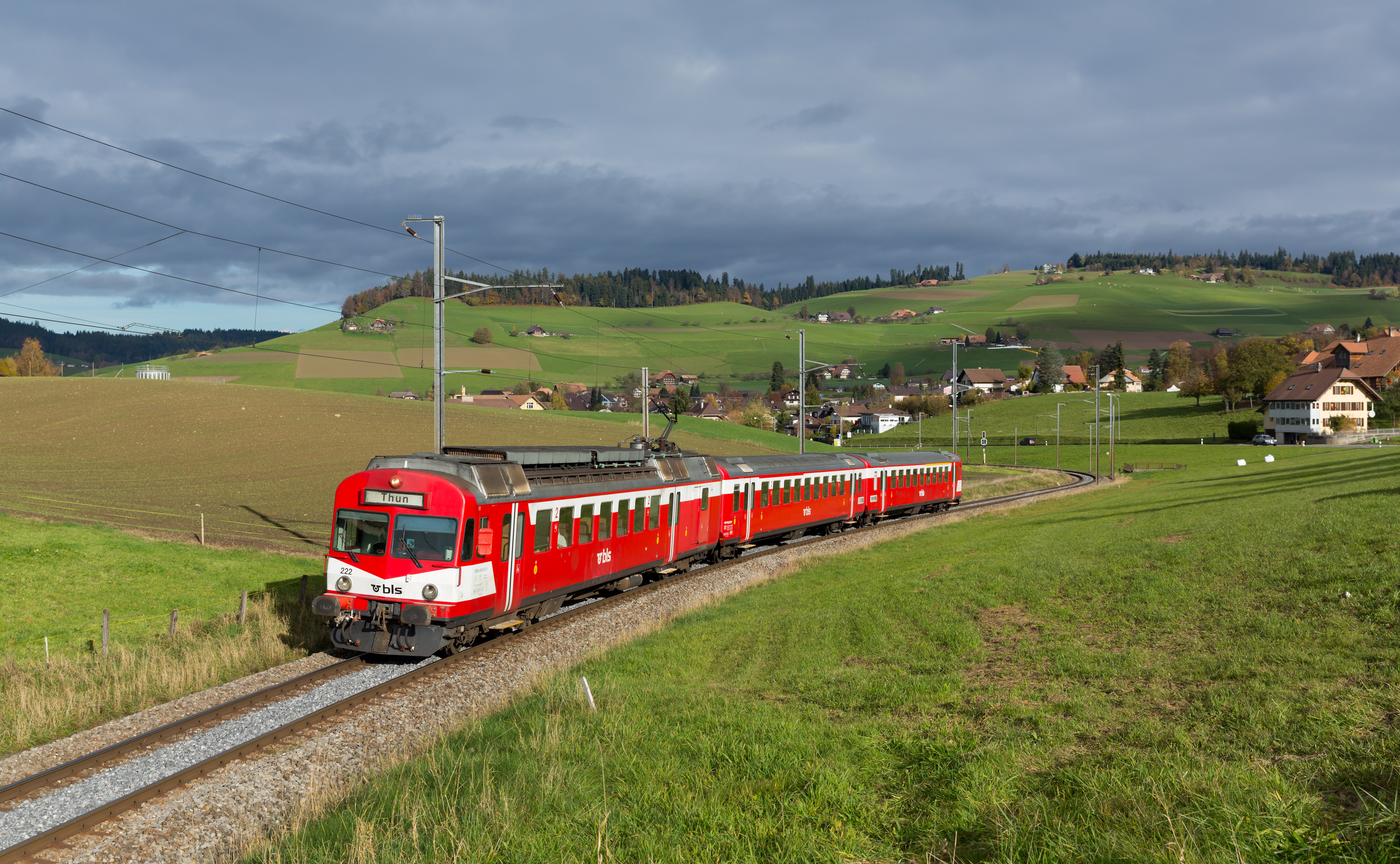
Von der EBT beschaffter Pendelzug RBDe 4/4 I bei Biglen.

Die Weltwirtschaftskrise und die Autokonkurrenz führten zu einem drastischen Verkehrs- und Einnahmenrückgang. Das Privatbahnhilfegesetz ermöglichte eine finanzielle Sanierung, verlangte aber die Fusion mit der Emmentalbahn zur Emmental-Burgdorf-Thun-Bahn (EBT), die per 1. Januar 1942 erfolgte.
Am 4. September 1949 forderte die Entgleisung eines aus Thun kommenden Zuges bei der Einfahrweiche des Bahnhofs Heimberg zwei Tote und sechs Verletzte.
Die EBT schloss sich 1997 mit den Vereinigten Huttwil-Bahnen (VHB) und der Solothurn-Münster-Bahn (SMB) zum Regionalverkehr Mittelland (RM) zusammen. 2006 entstand aus dem RM und der BLS Lötschbergbahn die BLS AG.
Die Strecke wird stündlich von mindestens zwei Zügen bedient. Die im Stundentakt verkehrende S 41  verbindet Solothurn über Burgdorf und Konolfingen mit Thun. Der Abschnitt Burgdorf–Hasle-Rüegsau wird zusätzlich von den Linien S 4  Thun–Belp–Bern–Burgdorf–Langnau i. E. und S 44  Thun–Belp–Bern–Burgdorf–Sumiswald-Grünen der S-Bahn Bern bedient. Die S 42  zwischen Hasle-Rüegsau und Konolfingen bietet Anschluss an die S 2  Langnau–Konolfingen–Bern–Laupen und die S 4 . Die S 43  stellt an den Endpunkten Umsteigeverbindungen aus und nach Bern her. In den Stosszeiten morgens und abends gibt es zwischen Konolfingen und Thun als dritte Verbindung pro Stunde die S 21 .

## Streckenbeschreibung

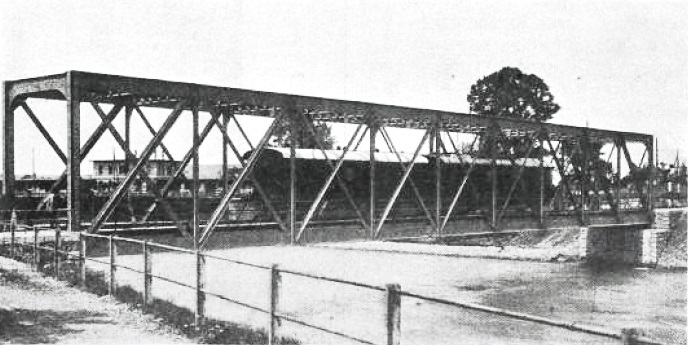
Eiserne Aarebrücke bei Thun in den Anfangsjahren.

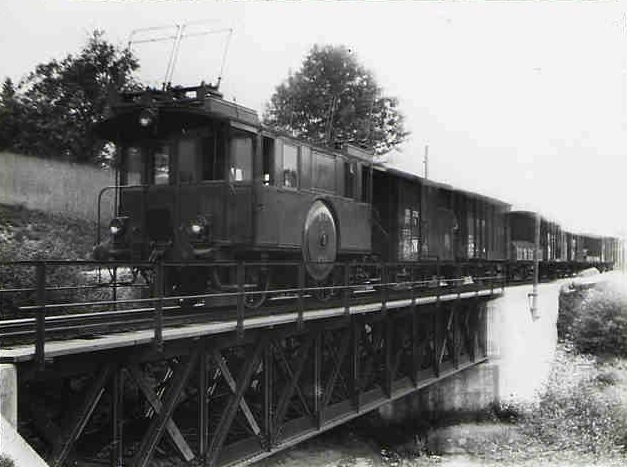
Güterzug mit der Lokomotive Nr. 2 auf der Rotachenbrücke zwischen Heimberg und Brenzikofen.

Vom Bahnhof Burgdorf aus, wo die Bahn einen eigenen Bahnhofteil südlich des Aufnahmegebäudes besass, wird auf sieben Kilometer im Tal der Emme das Gleis mit den Stationen Steinhof, Oberburg und Hasle-Rüegsau der Emmentalbahn benutzt. In Oberburg erbaute die Emmental-Burgdorf-Thun-Bahn in den 1970er-Jahren eine neue Werkstätte.
In Hasle-Rüegsau begann die eigene Strecke der damaligen Burgdorf-Thun-Bahn. In fast ständig anhaltender Steigung führt sie dem Biglenbach entlang über Schafhausen, Bigenthal, Walkringen nach Biglen und weiter zum Kulminationspunkt auf 770 Metern über Meer. Die Weiterfahrt führt in fast ebenso konstantem Gefälle durch die beiden kurzen Tunnel Grosshöchstetten I und II. Nach der Station Grosshöchstetten erlaubt eine eindrückliche Schleife den Blick auf die Berner Alpen. In Konolfingen, wo sich die Werkstätte der BTB befand, kreuzt die Burgdorf-Thun-Bahn die SBB-Strecke Bern–Luzern. Der Chise entlang erschliesst die Bahn die Ortschaften Stalden sowie Oberdiessbach und führt weiter nach Brenzikofen, um die Rotache zu überqueren. Nach dem Heimberg-Tunnel und den Stationen Heimberg und Steffisburg erreicht die Strecke bei Schwäbis die Aare-Brücke, um zur Endstation Thun zu gelangen.

## Fahrzeuge für den Drehstrombetrieb

### BCe 4/4

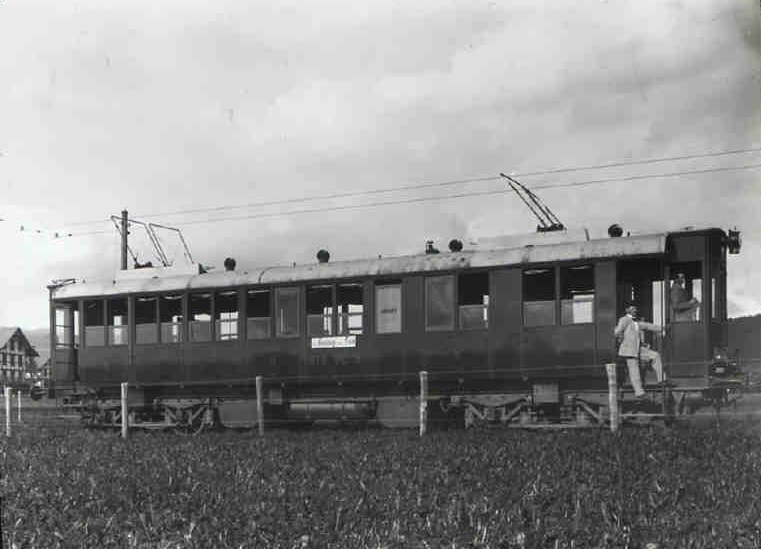
Triebwagen BCe 4/4 in Konolfingen

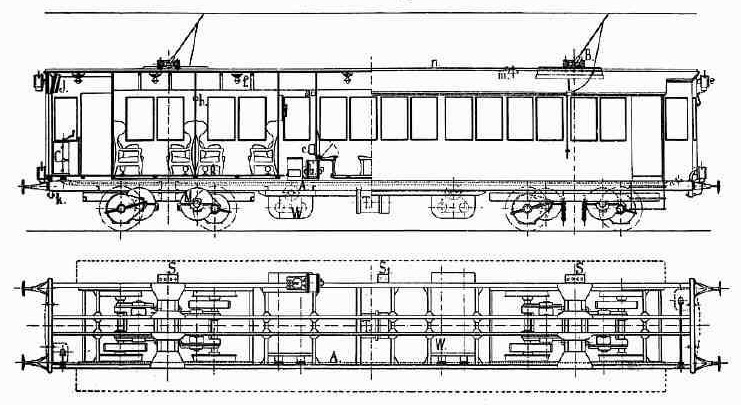
BCe 4/4 Typenskizze

Für den Personenverkehr wurden vorzugsweise die Triebwagen BCe 4/4 1–6 verwendet, die 16 Sitzplätze zweiter und 50 Sitzplätze dritter Klasse aufwiesen. Die vier Tatzlager-Fahrmotoren hatten eine Leistung von je 60 PS. Der Rotorstromkreis jedes Fahrmotors war mit einem Anfahrwiderstand versehen. Die Fahrgeschwindigkeit betrug durchwegs 36 km/h, da die Triebmotoren wie beim Drehstrombetrieb üblich auf Gefällen selbsttätig als Rekuperationsbremse arbeiteten. Auf 25 ‰ Steigung konnten die Triebwagen einen Anhängewagen mit einem Gesamtgewicht von 20 Tonnen befördern. Bei starken Verkehr fuhren zwei solcher Züge als sogenannte Doppelzüge.
Die „Automobilwagen“ wurden elektrisch, allerdings nur mit zehn Lampen pro Triebwagen, beleuchtet und mit 14 Heizkörpern erwärmt. Die Heizleitung bestand aus zwei getrennten Leitungen für beide Pole. Ihre Spannung betrug aus Sicherheitsgründen nur 100 Volt. Die Führerstände waren zunächst seitlich offen. Später wurden Türen angebaut, die während des Sommers entfernt wurden. Weil sich während des Anfahrens die Fahrleitungsspannung und somit auch die Beleuchtungsstärke verminderten, konstruierte der Depotchef der BTB eine Vorschalteinrichtung für die Wagenbeleuchtung.
Ab 1932 entstanden aus den Triebwagen BCe 4/4 1–4 die Personenwagen BC4 25–28. Die beiden anderen Triebwagen dienten zum Bau der Steuerwagen BCt4 23 und 24.

### E2E (später F 2/2, dann De 2/2)

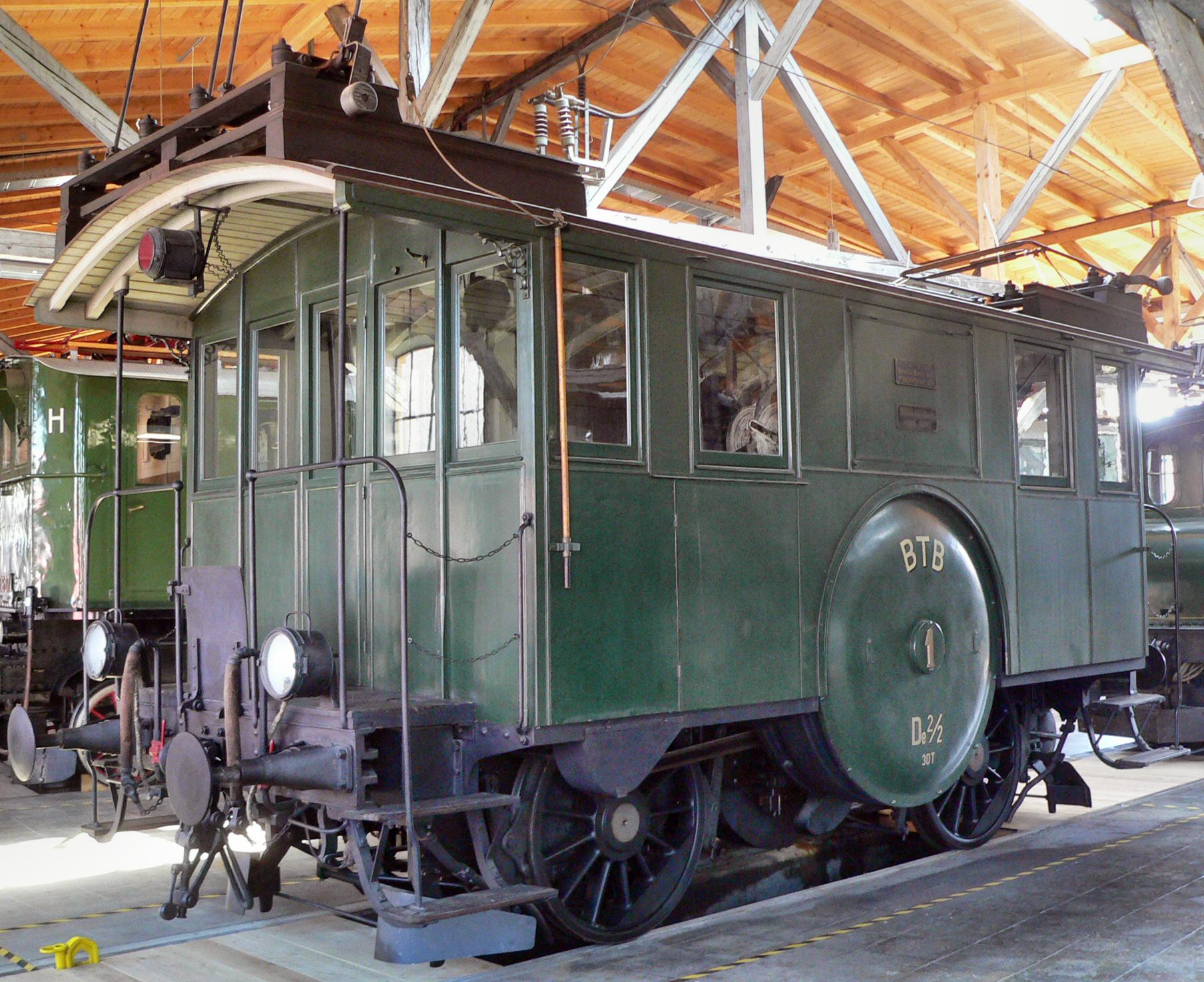
Lokomotive Nr. 1 in der Lokwelt Freilassing.

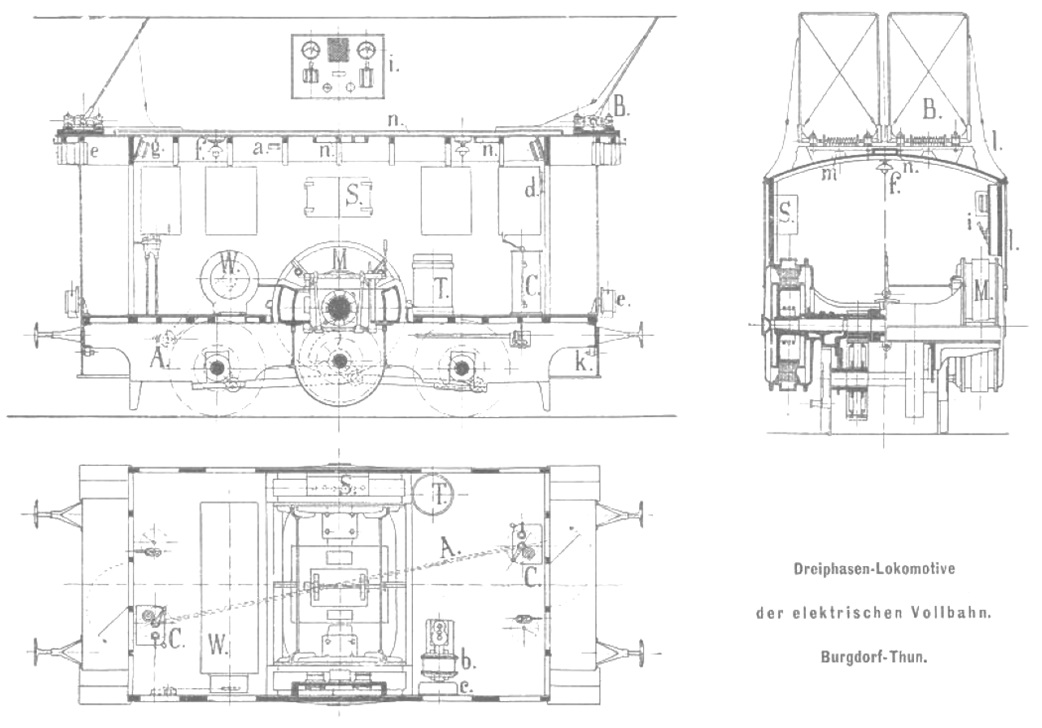
Typenskizze der Lokomotive F 2/2.

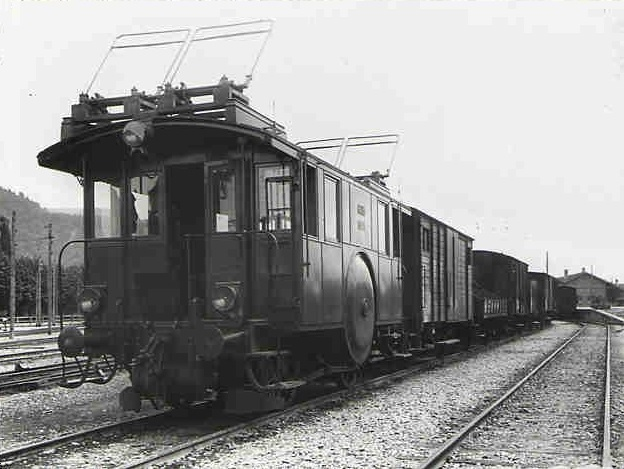
Der Zugang in die Lokomotive erfolgte über die offene Plattform.
F 2/2 mit einem Güterzug in Thun.

Dem Güterverkehr dienten zwei Lokomotiven vom Typ F 2/2. Bis 1902 wurden sie als E2E bezeichnet, ab 1922 als De 2/2. Diese beiden ersten in der Schweiz gebauten elektrischen Lokomotiven waren eine gemeinsame Konstruktion der Schweizerischen Lokomotiv- und Maschinenfabrik (SLM) in Winterthur für den mechanischen Teil und der BBC für die elektrische Ausrüstung. Die beiden Motoren wiesen eine Leistung von je 150 PS (110 kW) auf. Das nur im Stillstand umschaltbare Getriebe ermöglichte zwei Geschwindigkeiten: Die eine bis 18 km/h liess auf der grössten Steigung von 25 ‰ eine Anhängelast von 100 Tonnen zu, die andere bis 36 km/h noch die Hälfte.
Dank der höheren Geschwindigkeit hätten die Lokomotiven nötigenfalls auch im Personenverkehr Verwendung finden können.
Die beiden 19-poligen Triebmotoren sind beidseits auf einer auf einem Hilfsgestell gelagerten gemeinsamen Welle montiert. Über ein Vorgelege wurde das Drehmoment mittels Kuppelstangen auf die beiden Achsen übertragen. Zum Anfahren war ein für beide Motoren gemeinsamer Widerstand vorhanden, der mit dem in jedem Führerstand vorhandenen Kontroller allmählich ausgeschaltet wurde. Beleuchtung, Heizung und Hilfsbetriebe wurden mit einer Spannung von 100 Volt betrieben. Die Lokomotiven weisen an beiden Enden offene Plattformen auf. Die vier Schleifbügel auf dem Dach legten sich selbsttätig beim Wechsel der Fahrtrichtung nach hinten um. Zum Abbügeln mussten die an den Bügeln angebrachten kurzen Zugseile vom Boden aus mit hölzernen Stangen heruntergezogen und in Arretierhaken eingehängt werden.
Die Konstruktion des umschaltbaren Getriebes war zu wenig solid und musste 1900 von der SLM überarbeitet werden. Während der Reparaturarbeiten in Winterthur kamen für den zunehmenden Güterverkehr Dampflokomotiven zum Einsatz. Damit die zulässige Höchstgeschwindigkeit von 50 km/h erreicht werden konnte, wurde in der späteren Betriebsjahren in Gefällen stromlos gefahren.
Die beiden Lokomotiven sind als weltweit erste Drehstromlokomotiven für den Vollbahnbetrieb erhalten geblieben. Nr. 1 ist ein Teil der Sammlung des Deutschen Museums München und steht in der Lokwelt Freilassing, die Nr. 2 befindet sich im Verkehrshaus der Schweiz in Luzern.

### Dampflokomotive Ed 4/5

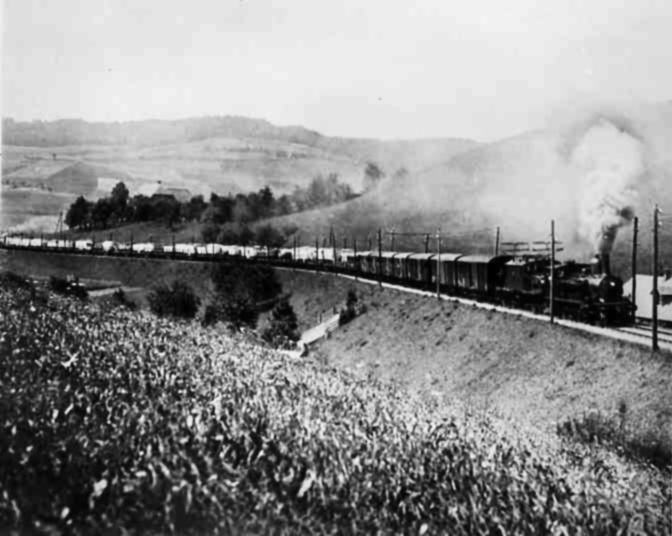
Die Transporte für den Circus Knie überforderten die eher schwache Stromversorgung der BTB. Güterzug mit Drehstromlokomotive Ce 4/4 und Dampflokomotive Ed 4/5 der EB zwischen Walkringen und Biglen.

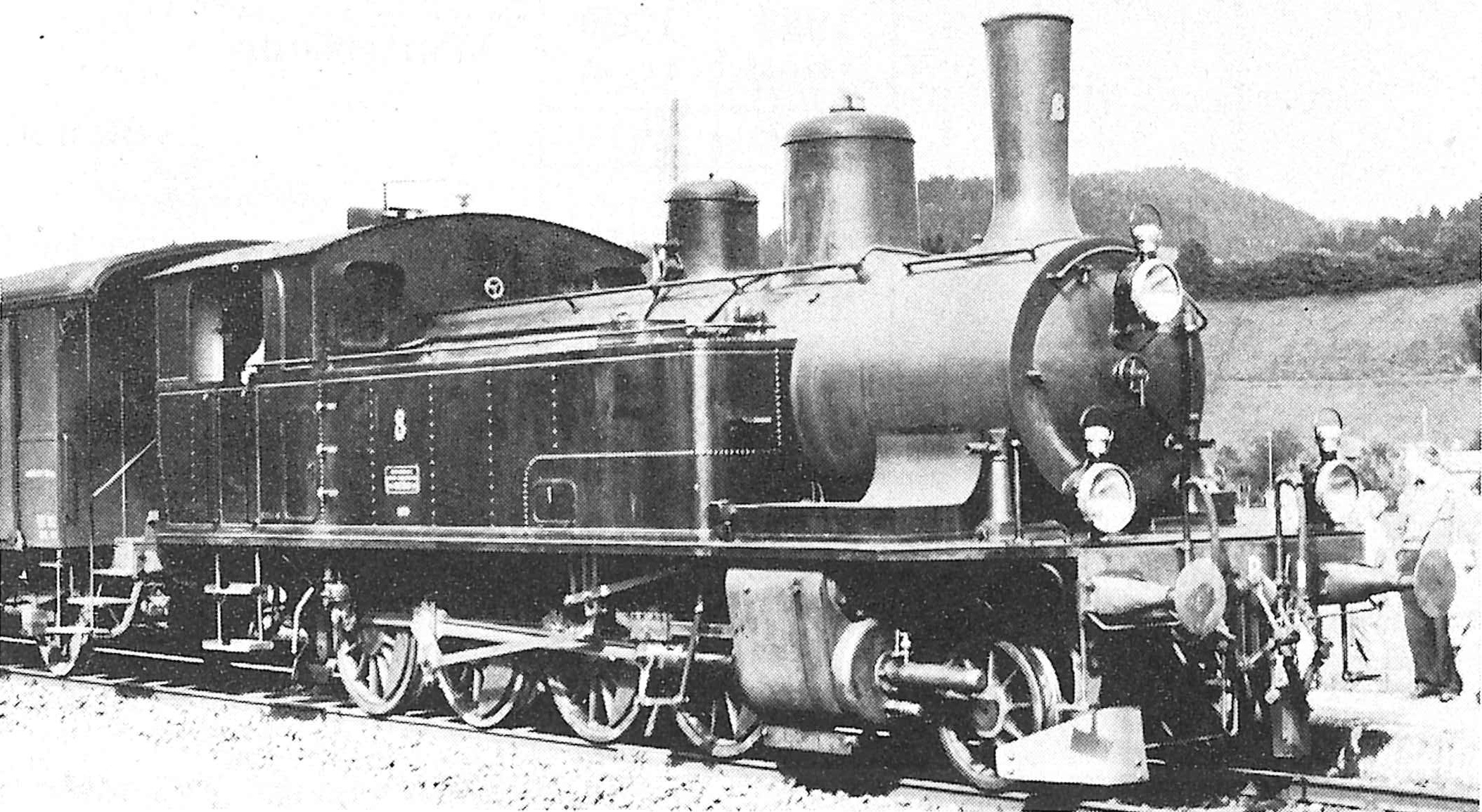
Die Dampflokomotive Ed 4/5 Nr. 5 der BTB entsprach äusserlich weitgehend der abgebildeten Nr. 8, die 1914 von der EB nachbeschafft wurde.

Als Reserve beim Ausfall der elektrischen Traktion, für Grossverkehrstage und für Unterhaltsarbeiten beschaffte die BTB zur Betriebseröffnung bei der Schweizerischen Lokomotiv- und Maschinenfabrik (SLM) in Winterthur eine kräftige und wirtschaftliche Vierkuppler-Dampflokomotive. Die Verbundlokomotiven vom Typ Consolidation konnten dank der vorderen kurvenbeweglichen Laufachse auch mit höherer Geschwindigkeit verkehren. Die Maschine war Teil einer gemeinsamen Bestellung von EB, Thunerseebahn und Tösstalbahn.
Die Dampflokomotive der BTB wurde nur unregelmässig eingesetzt und das rasche Anheizen in Notfällen war ihr nicht zuträglich. 1907 wurde die Ed 4/5 der EB verkauft, die nun bei Stromausfällen mit ihren Dampflokomotiven in die Lücke sprang.

### Fc 2x2/2 (später Ce 4/4)
| Fc 2x2/2 Ce 4/4         | Fc 2x2/2 Ce 4/4                         | Fc 2x2/2 Ce 4/4                            |
| ----------------------- | --------------------------------------- | ------------------------------------------ |
| Nummerierung:           | 3                                       | 4                                          |
| Hersteller:             | BBC, SLM                                | BBC, SLM                                   |
| Baujahr(e):             | 1910                                    | 1918                                       |
| Ausmusterung:           | 1930                                    | 1930                                       |
| Achsformel:             | B’B’                                    | B’B’                                       |
| Länge über Puffer:      | 12,8 m                                  | 14,0 m                                     |
| Gesamtradstand:         | 9,4 m                                   | 10,6 m                                     |
| Dienstmasse:            | 42 t                                    | 44 t                                       |
| Höchstgeschwindigkeit:  | 60 km/h                                 | 60 km/h                                    |
| Stundenleistung:        | 580 PS (425 kW)                         | 500 PS (370 kW)                            |
| Stundenzugkraft:        | 8570 daN                                | 9650 daN                                   |
| Treibraddurchmesser:    | 1230 mm                                 | 1230 mm                                    |
| Stromsystem:            | 750 V, 40 Hz ∆                          | 750 V, 40 Hz ∆                             |
| Anzahl der Fahrmotoren: | 2                                       | 2                                          |
| Übersetzungsstufen:     | 4: 15,75 km/h 21 km/h 31,5 km/h 42 km/h | 4: 14,0 km/h 20,0 km/h 29,0 km/h 44,0 km/h |

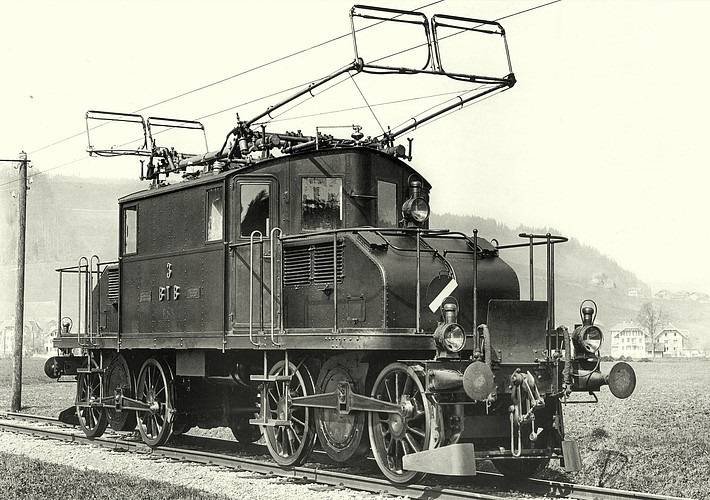
Drehstrom-Lokomotive Fc 2x2/2 Nr. 3 von 1910

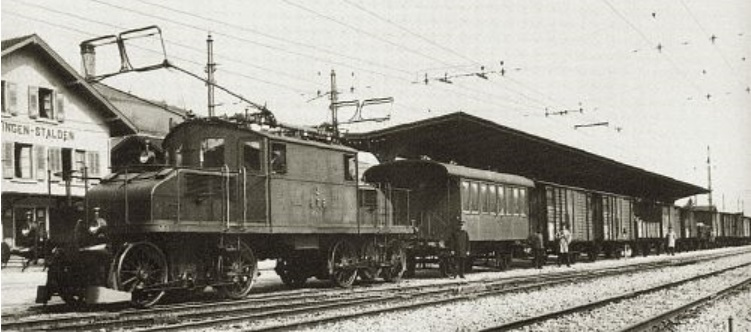
Fc 2x2/2 mit einem gemischten Zug in der Station Stalden

1910 kamen die grösseren Güterzuglokomotiven Fc 4/4 Nr. 3 in Betrieb. Sie stellten praktisch eine Verdoppelung und Weiterentwicklung der zehn Jahre älteren F 2/2 dar und befördern auf 25 ‰ Steigung eine Anhängelast von 170 Tonnen. Zur Kraftübertragung je eines Motors pro Drehgestell auf die beiden Achsen wurde der Schlitzkuppelstangenantrieb wie bei den MFO Fc 2x2/2 des Einphasenwechselstrom-Versuchsbetriebs Seebach–Wettingen gewählt. Die Wahl der vier Geschwindigkeitsstufen erfolgte nicht mehr mit einem umschaltbaren Getriebe, sondern mit Polumschaltung der Fahrmotoren. Neu war eine pneumatische Betätigung der Stromabnehmer. Mit der Inbetriebnahme dieser Lokomotive konnte auf den Vorspannbetrieb mit F 2/2 und Dampflokomotive verzichtet werden.
Im Hinblick auf die Elektrifizierung der Strecke Hasle-Rüegsau-Langnau wurde 1918 eine weitere Fc 2x2/2 angeschafft. Ihre Leistung betrug mit Rücksicht auf die schwache Stromversorgung nur 500 PS. Im Leerlauf oder geschleppt waren für beide Maschinen 60 km/h zugelassen. Der Kasten der Lokomotive Nr. 4 wurde etwas grösser gebaut, damit bei einer allfälligen Erhöhung der Fahrdrahtspannung auf 1500 Volt eine einfache Umdisposition der Schaltung möglich gewesen wäre oder beim Übergang zum Einphasenwechselbetrieb ein Transformator hätte eingebaut werden können. Im Gegensatz zu den meisten damaligen Lokomotiven waren die beiden Fc 2x2/2 nicht braun, sondern grün gestrichen. Mit der Betriebsumstellung von Drehstrom auf Einphasenwechselstrom wurden die Lokomotiven ausrangiert.
1925 wäre die Anschaffung einer weiteren dritten Lokomotive dringend gewesen. Im Hinblick auf die vorgesehene Umelektrifizierung musste jedoch davon abgesehen werden.

### BCe 2/5

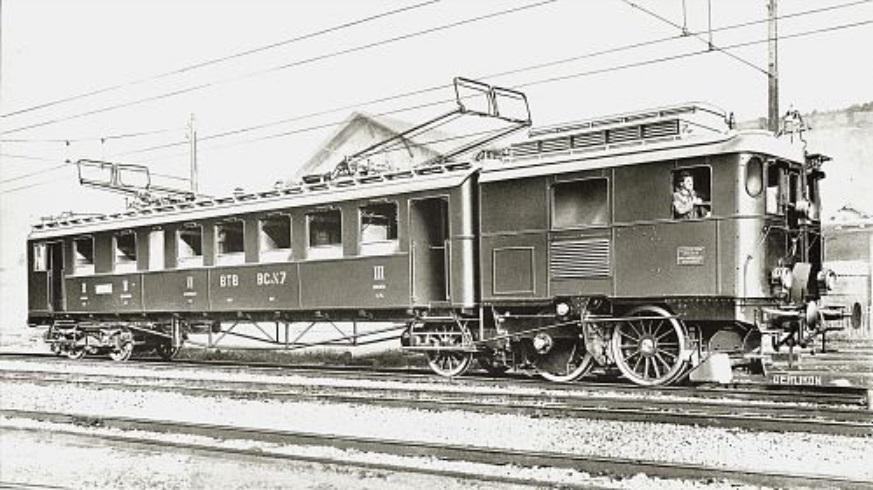
Triebwagen BCe 2/5 Nr. 7

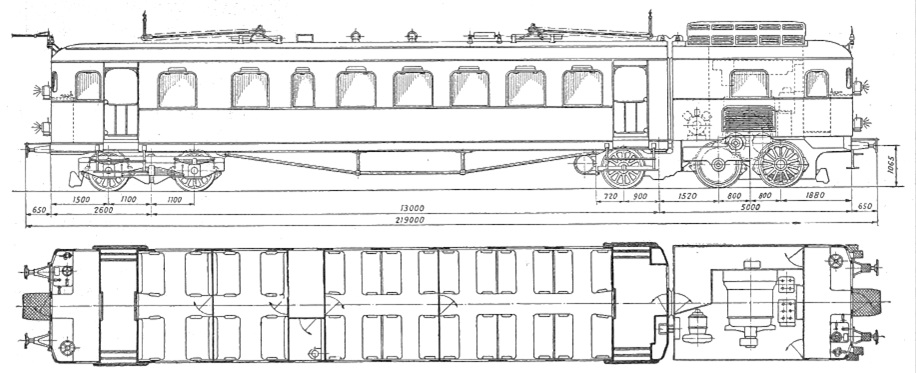
BCe 2/5 Typenskizze

Anlässlich der Elektrifizierung der Langnauer Linie der EB wurde der Triebfahrzeugpark mit den Triebwagen BCe 2/5 Nr. 7 und 8 ergänzt. Die 1921 von der Maschinenfabrik Oerlikon (MFO), der Schweizerischen Industriegesellschaft (SIG) in Neuhausen am Rheinfall und der SLM gelieferten „Halblokomotiven“ waren eine Kombination von dreiachsiger Lokomotive mit Tschanz-Antrieb und einem aufgestützten Wagenteil mit einem zweiachsigen Drehgestell am anderen Ende. Sie ähnelten den 1925 von den gleichen Firmen als CFe 2/6 an die BLS-Gruppe gelieferten «Halbeseln», diese allerdings für Einphasenwechselstrom.
Die Leistung der 56 Tonnen schweren Triebwagen betrug 400 PS, die Höchstgeschwindigkeit 60 km/h. Die sechs- und achtpolige Schaltung des Triebmotors ermöglichte feste Geschwindigkeiten von 34 und 45,3 km/h auf einer Steigung von 25 ‰ mit einer Anhängelast von 70 Tonnen für die kleinere bzw. 40 Tonnen für die grössere der beiden Geschwindigkeitsstufen. Im Maschinenraum befanden sich nebst dem Motor ein Einphasenwechselstrom-Transformator zur Speisung der Hilfsbetriebe mit 110 Volt und ein Drehstrom-Kompressor. Die Anfahrwiderstände waren zur besseren Kühlung auf dem Dach angeordnet.
Ursprünglich war vorgesehen, die noch neuwertigen Triebwagen für Einphasenwechselstrom umzubauen. Schlussendlich entstanden aus den Wagenteilen der beiden BCe 2/5 die Steuerwagen BCt 21 und 22. Sie wurden 1940 mit neuen Drehgestellen ausgerüstet, um den Wagenlauf zu verbessern.

### Wagenpark

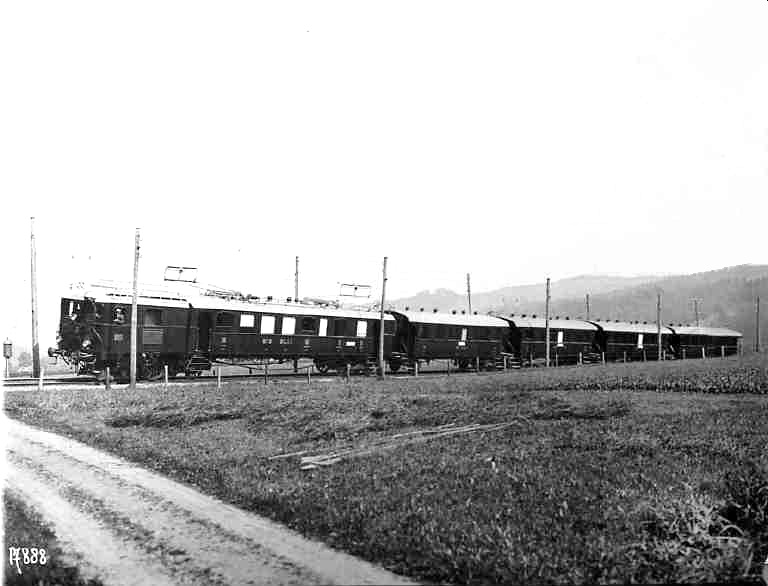
Personenzug mit BCe 2/5, drei Drittklasswagen C und einem Personenwagen mit Gepäckabteil CF bei Konolfingen.

Auf die Eröffnung wurden zehn zweiachsige Personenwagen beschafft. Die BC 15 und 16 (55 Plätze), die C 30 und 31 (70 Plätze) sowie die CFZ 40–42 (20 Plätze, Gepäck- und Postabteil) hatten eine Länge von 13,5 Meter. Der B 20 (24 Plätze) und die C 35–36 (40 Plätze) waren mit 8,7 Meter Länge kurz geraten. 1913 kamen zwei gemischte Gepäck- und Postwagen FZ 43 und 44 in Betrieb und aus den CFZ 40–41 entstanden durch den Ausbau der Postabteile die CF 40–41. 1914 wurden die C 21 und 22 beschafft. 1921 kamen die C 23–25 und die CF 46–47 in den Bestand. Neben der Heizung und Beleuchtung mit 100 Volt waren auch alle Personenwagen mit Dampfheizung ausgerüstet. 1919/20 wurde die Spannung der Wagenheizungen von 100 auf 750 Volt erhöht.
Der Güterwagenpark bestand aus zwölf Flachwagen MR2 401–412, zehn Eilgutwagen GR1 51–60 und 45 gedeckten Güterwagen KR1 101–145. 1904 wurden vier Niederbordwagen L4 201–204 beschafft. Ein Dienstwagen mit der Bezeichnung T 1 diente zum Transport von Transformatoren. 1902 wurden ein Montagewagen X 704, 1903 drei Schotterwagen S 501–503 angeschafft.